# Герасимов, Дмитрий Фёдорович
Герасимов Дмитрий Федорович (1736—1785) — русский гравёр на меди.

## Биография
Родился в 1736 году (по другим источникам — в 1739 году). В 1749 году взят в рисовальную школу, а в 1753 году был переведён в «грыдоровальный департамент». С 1757 году находился в классе гравера Г. Ф. Шмидта. Когда в 1759 году был основан граверный класс при новой Академии Художеств, то вместе с другими граверами из Академии Наук перешел туда и Герасимов. В 1764 году состоял в граверном классе в качестве оставленного при Академии. С 1766 году числился мастером.
Два раза Герасимов ездил за границу, где приобрел прекрасную манеру с чрезвычайной легкостью гравировать небольшие вещицы. Герасимов один из лучших учеников Шмидта, от которого перенял блеск и тонкость резца. По отметке Штеллина, Герасимов умер от меланхолии (в 1784 или 1785 годы). Тот же Штеллин отмечает, что Герасимов имел наклонность, как и вообще русские граверы, дорого ценить свои работы: «за гравирование ничтожной картинки к календарю взял сто рублей, между тем, как покойный гравер Рот брал за такие вещи 20 и 25 руб.». Лучшая его работа — портрет фельдмаршала Салтыкова (доска хранится в академии наук), как полагают, резанный не без участия Шмидта.